# Mjölksjögurka
Mjölksjögurka (Ocnus lacteus) är en sjögurkeart som först beskrevs av Forbes 1839.  Mjölksjögurka ingår i släktet Ocnus och familjen korvsjögurkor. Enligt den svenska rödlistan är arten nära hotad i Sverige. Arten förekommer i Götaland. Artens livsmiljö är havet. Inga underarter finns listade i Catalogue of Life.